# Чемпионат КОНКАКАФ среди команд до 17 лет 2019
Чемпионат КОНКАКАФ среди команд до 17 лет 2019 года (исп. Campeonato Sub-17 de la Concacaf de 2019; англ. 2019 CONCACAF U-17 Championship) — 6-й розыгрыш чемпионата КОНКАКАФ среди команд до 17 лет (и 19-й розыгрыш если учитывать все турниры, включая турниры до 16 лет), который прошёл в США с 1 по 16 мая 2019 года. В турнире смогли принять участие футболисты, родившиеся не ранее 1 января 2002 года. 

## Квалификация

### Квалифицировались в финальный турнир
Следующие команды квалифицировались в финальный турнир в США:
| Стадия         | Сборная                  | Способ квалификации                  | Участие | Лучший результат                                    |
| -------------- | ------------------------ | ------------------------------------ | ------- | --------------------------------------------------- |
| Групповой этап | Мексика                  | 1-е место в рейтинге                 | 17-е    | Чемпион (1985, 1987, 1991, 1996, 2013, 2015, 2017)  |
| Групповой этап | США                      | 2-е место в рейтинге                 | 18-е    | Чемпион (1983, 1992, 2011)                          |
| Групповой этап | Гондурас                 | 3-е место в рейтинге                 | 18-е    | Финалист (2015)                                     |
| Групповой этап | Коста-Рика               | 4-е место в рейтинге                 | 17-е    | Чемпион (1994)                                      |
| Групповой этап | Панама                   | 5-е место в рейтинге                 | 9-е     | Финалист (2013)                                     |
| Групповой этап | Канада                   | 6-е место в рейтинге                 | 17-е    | Финалист (2011)                                     |
| Групповой этап | Ямайка                   | 7-е место в рейтинге                 | 14-е    | Победитель финальной группы (1999)                  |
| Групповой этап | Республика Гаити         | 8-е место в рейтинге                 | 8-е     | Победитель финальной группы (2007)                  |
| Групповой этап | Тринидад и Тобаго        | 9-е место в рейтинге                 | 14-е    | Финалист (1983)                                     |
| Групповой этап | Гватемала                | 10-е место в рейтинге                | 11-е    | 1/4 финала (2013)                                   |
| Групповой этап | Сальвадор                | 11-е место в рейтинге                | 15-е    | 4-е место (1999)                                    |
| Групповой этап | Суринам                  | 12-е место в рейтинге                | 2-е     | Групповой этап (2017)                               |
| Групповой этап | Кюрасао                  | 13-е место в рейтинге                | 7-е     | Групповой этап (1985, 1991, 1992, 1994, 1996, 2017) |
| Групповой этап | Барбадос                 | 14-е место в рейтинге                | 3-е     | Групповой этап (2011, 2013)                         |
| Групповой этап | Бермуды                  | 15-е место в рейтинге                | 2-е     | Групповой этап (1996)                               |
| Групповой этап | Гайана                   | 16-е место в рейтинге                | 1-е     | Дебют                                               |
| 1/8 финала     | Никарагуа                | Победитель квалификационной группы А | 2-е     | Групповой этап (1994)                               |
| 1/8 финала     | Доминиканская Республика | Победитель квалификационной группы B | 3-е     | Групповой этап (1994, 1996)                         |
| 1/8 финала     | Гваделупа                | Победитель квалификационной группы C | 1-е     | Дебют                                               |
| 1/8 финала     | Пуэрто-Рико              | Победитель квалификационной группы D | 3-е     | Групповой этап (1983, 1991)                         |

## Стадионы
Турнир проходил полях академии ИМГ в городе Брейдентон в штате Флорида, США.
| Брейдентон         |
| ------------------ |
| Академия ИМГ       |
|                    |
| Вместимость: 5 000 |
| Академия ИМГ       |

## Финальный турнир

### Жеребьёвка и посев команд
Жеребьевка состоялась 19 февраля 2019 года в штаб-квартире КОНКАКАФ в Майами (США). 16 команды были разбиты на четыре группы по четыре команды, причем первые четыре команды согласно рейтингу КОНКАКАФ до 17 лет автоматически попали на первое место в каждой группе, а остальные команды были распределены согласно рейтингу.
| Команда    | Группа   | Ранг |
| ---------- | -------- | ---- |
| Мексика    | Группа E | 1    |
| США        | Группа F | 2    |
| Гондурас   | Группа G | 3    |
| Коста-Рика | Группа H | 4    |

| Команда | Группа   | Ранг |
| ------- | -------- | ---- |
| Панама  | Группа H | 5    |
| Канада  | Группа F | 6    |
| Ямайка  | Группа E | 7    |
| Гаити   | Группа G | 8    |

| Команда           | Группа   | Ранг |
| ----------------- | -------- | ---- |
| Тринидад и Тобаго | Группа E | 9    |
| Гватемала         | Группа F | 10   |
| Сальвадор         | Группа G | 11   |
| Суринам           | Группа H | 12   |

| Команда            | Группа   | Ранг |
| ------------------ | -------- | ---- |
| Кюрасао            | Группа H | 13   |
| Барбадос           | Группа F | 14   |
| Бермудские Острова | Группа E | 15   |
| Гайана             | Группа G | 16   |

## Групповой этап
Три лучшие команды из каждой группы прошли в 1/8 финала, где к ним присоединились четыре команды, вышедшие из отборочного турнира.
Время начала матчей — местное (UTC−4:00).

### Критерии классификации команд на групповом этапе
Если две или более команд набирают одинаковое количество очков, их положение определяется по следующим критериям:
1. очки, набранные во всех матчах группового этапа;
2. разница голов во всех групповых матчах;
3. голы, забитые во всех групповых матчах;
4. количество очков, заработанные в матчах между командами;
5. разница голов в матчах между командами;
6. количество голов, забитых в матчах между командами;
7. дисциплинарные показатели:
  - жёлтая карточка: −1 очко;
  - непрямая красная карточка (вторая жёлтая карточка): −3 очка;
  - прямая красная карточка: −4 очка;
  - жёлтая карточка и прямая красная карточка: −5 очков;
8. рейтинг КОНКАКАФ, который использовался при жеребьёвке.

### Группа E
| Поз | Команда            | И | В | Н | П | МЗ | МП | РМ  | О | Квалификация |
| --- | ------------------ | - | - | - | - | -- | -- | --- | - | ------------ |
| 1   | Мексика            | 3 | 3 | 0 | 0 | 11 | 0  | +11 | 9 | 1/8 финала   |
| 2   | Тринидад и Тобаго  | 3 | 2 | 0 | 1 | 6  | 8  | −2  | 6 | 1/8 финала   |
| 3   | Ямайка             | 3 | 1 | 0 | 2 | 6  | 6  | 0   | 3 | 1/8 финала   |
| 4   | Бермудские Острова | 3 | 0 | 0 | 3 | 3  | 12 | −9  | 0 |              |

| Тринидад и Тобаго                        | 3:1     | Бермудские Острова |
| ---------------------------------------- | ------- | ------------------ |
| - Араужо-Уилсон 24′, 39′ - Де Ганнес 90′ | (отчёт) | Дэйли 76′          |

| Мексика   | 1:0     | Ямайка |
| --------- | ------- | ------ |
| Гомес 50′ | (отчёт) |        |

| Ямайка                     | 2:3     | Тринидад и Тобаго                      |
| -------------------------- | ------- | -------------------------------------- |
| - Дейли 17′ - Скотт 90'+3′ | (отчёт) | - Шеппард 34′, 60′ - Араужо-Уилсон 44′ |

| Бермудские Острова | 0:5     | Мексика                                                                           |
| ------------------ | ------- | --------------------------------------------------------------------------------- |
|                    | (отчёт) | - Альварес 10′ - Л.К. Мартинес 16′ - Муньос Роблес 56′ - Луна 82′ - Марискаль 87′ |

| Тринидад и Тобаго | 0:5     | Мексика                                                    |
| ----------------- | ------- | ---------------------------------------------------------- |
|                   | (отчёт) | - Гонсалес 8′ - Муньос Роблес 27′, 35′, 88′ - Альварес 59′ |

| Бермудские Острова               | 2:4     | Ямайка                           |
| -------------------------------- | ------- | -------------------------------- |
| - Басден 47′ - Аствуд 64′ (пен.) | (отчёт) | - Митчелл 4′ - Райт 9′, 15′, 51′ |

### Группа F
| Поз | Команда   | И | В | Н | П | МЗ | МП | РМ | О | Квалификация |
| --- | --------- | - | - | - | - | -- | -- | -- | - | ------------ |
| 1   | США (Х)   | 3 | 3 | 0 | 0 | 12 | 3  | +9 | 9 | 1/8 финала   |
| 2   | Канада    | 3 | 2 | 0 | 1 | 10 | 5  | +5 | 6 | 1/8 финала   |
| 3   | Гватемала | 3 | 0 | 1 | 2 | 3  | 8  | −5 | 1 | 1/8 финала   |
| 4   | Барбадос  | 3 | 0 | 1 | 2 | 2  | 11 | −9 | 1 |              |

| Гватемала  | 1:1     | Барбадос    |
| ---------- | ------- | ----------- |
| Гайтан 55′ | (отчёт) | Гейл 90'+3′ |

| США                                     | 3:2     | Канада                          |
| --------------------------------------- | ------- | ------------------------------- |
| - Бузио 49′ - Алехандре 63′ - Рейна 69′ | (отчёт) | - Омеонга 21′ - Расселл-Роу 22′ |

| Барбадос           | 1:6     | США                                                                                         |
| ------------------ | ------- | ------------------------------------------------------------------------------------------- |
| Ричардс 54′ (пен.) | (отчёт) | - Эрнандес-Фостер 20′ - Бузио 26′, 45′ - Салдана 33′ - Брайан 47′ (авт.) - Окампо-Чавес 50′ |

| Канада                                | 4:2     | Гватемала                  |
| ------------------------------------- | ------- | -------------------------- |
| - Нелсон 2′, 34′, 90′ - Хабибулла 30′ | (отчёт) | - Паленсия 6′ - Сантис 85′ |

| Барбадос | 0:4     | Канада                                                                |
| -------- | ------- | --------------------------------------------------------------------- |
|          | (отчёт) | - Расселл-Роу 14′ - Эпплуэйт 40′ (авт.) - Хабибулла 74′ - Омеонга 79′ |

| Гватемала | 0:3     | США                              |
| --------- | ------- | -------------------------------- |
|           | (отчёт) | - Яу 25′, 51′ - Окампо-Чавес 86′ |

### Группа G
| Поз | Команда   | И | В | Н | П | МЗ | МП | РМ  | О | Квалификация |
| --- | --------- | - | - | - | - | -- | -- | --- | - | ------------ |
| 1   | Гаити     | 3 | 3 | 0 | 0 | 12 | 1  | +11 | 9 | 1/8 финала   |
| 2   | Сальвадор | 3 | 2 | 0 | 1 | 7  | 5  | +2  | 6 | 1/8 финала   |
| 3   | Гондурас  | 3 | 1 | 0 | 2 | 4  | 4  | 0   | 3 | 1/8 финала   |
| 4   | Гайана    | 3 | 0 | 0 | 3 | 0  | 13 | −13 | 0 |              |

| Сальвадор                                    | 4:0     | Гайана |
| -------------------------------------------- | ------- | ------ |
| - Роман 18′ - Маурисио 59′, 67′ - Васкес 64′ | (отчёт) |        |

| Гондурас | 0:2     | Гаити                                 |
| -------- | ------- | ------------------------------------- |
|          | (отчёт) | - Корленс 11′ (пен.) - Кристоф 45'+1′ |

| Гаити                                              | 4:1     | Сальвадор    |
| -------------------------------------------------- | ------- | ------------ |
| - Кристоф 39′ - Жан 70′ - Жермен 72′ - М. Пьер 87′ | (отчёт) | Маурисио 78′ |

| Гайана | 0:3     | Гондурас                          |
| ------ | ------- | --------------------------------- |
|        | (отчёт) | - Миранда 14′, 67′ - Карраско 64′ |

| Гайана | 0:6     | Гаити                                                                                 |
| ------ | ------- | ------------------------------------------------------------------------------------- |
|        | (отчёт) | - М. Пьер 12′ (пен.), 28′ - Жоликер 21′ - K. Пьер 27′ - Этьен 43′ - Ринвил 82′ (пен.) |

| Сальвадор                  | 2:1     | Гондурас    |
| -------------------------- | ------- | ----------- |
| - Маурисио 27′ - Роман 52′ | (отчёт) | Медрано 43′ |

### Группа H
| Поз | Команда    | И | В | Н | П | МЗ | МП | РМ | О | Квалификация |
| --- | ---------- | - | - | - | - | -- | -- | -- | - | ------------ |
| 1   | Коста-Рика | 3 | 2 | 1 | 0 | 11 | 2  | +9 | 7 | 1/8 финала   |
| 2   | Панама     | 3 | 1 | 2 | 0 | 8  | 6  | +2 | 5 | 1/8 финала   |
| 3   | Кюрасао    | 3 | 0 | 2 | 1 | 4  | 7  | −3 | 2 | 1/8 финала   |
| 4   | Суринам    | 3 | 0 | 1 | 2 | 2  | 10 | −8 | 1 |              |

| Суринам     | 1:1     | Кюрасао   |
| ----------- | ------- | --------- |
| Реумель 14′ | (отчёт) | Анита 32′ |

| Коста-Рика                        | 2:2     | Панама                  |
| --------------------------------- | ------- | ----------------------- |
| - Угальде 24′ - Кастро 34′ (пен.) | (отчёт) | - Пинто 32′ - Лоуис 83′ |

| Панама                                      | 3:1     | Суринам    |
| ------------------------------------------- | ------- | ---------- |
| - Карраскилья 37′ - Вильямс 60′ - Роу 90+3′ | (отчёт) | Бурнет 71′ |

| Кюрасао | 0:3     | Коста-Рика                             |
| ------- | ------- | -------------------------------------- |
|         | (отчёт) | - Кастро 30′ (пен.), 67′ - Угальде 82′ |

| Кюрасао                                | 3:3     | Панама                                     |
| -------------------------------------- | ------- | ------------------------------------------ |
| - Бемадина 3′ - Анита 43′ - Инесия 84′ | (отчёт) | - Кастро 21′ - Пинто 45'+2′ - Кастильо 49′ |

| Суринам | 0:6     | Коста-Рика                                                             |
| ------- | ------- | ---------------------------------------------------------------------- |
|         | (отчёт) | - Кастро 7′, 54′ (пен.), 68′ - Угальде 44′ - Давис 78′ - Альварадо 89′ |

## Плей-офф

### Квалифицированы непосредственно в стадию плей-офф
- Никарагуа (Победитель квалификационной группы А)
- Доминиканская Республика  (Победитель квалификационной группы B)
- Гваделупа (Победитель квалификационной группы C)
- Пуэрто-Рико (Победитель квалификационной группы D)

### Сетка плей-офф
|  | 1/8 финала               | 1/8 финала |            |       | 1/4 финала | 1/4 финала |  |  | 1/2 финала | 1/2 финала |  |  | Финал | Финал |
|  |                          |            |            |       |            |            |  |  |            |            |  |  |       |       |
|  | 8 мая                    |            |            |       |            |            |  |  |            |            |  |  |       |       |
|  |                          |            |            |       |            |            |  |  |            |            |  |  |       |       |
|  | Мексика                  | 2          |            |       |            |            |  |  |            |            |  |  |       |       |
|  | Мексика                  | 2          | 12 мая     |       |            |            |  |  |            |            |  |  |       |       |
|  | Пуэрто-Рико              | 1          |            |       |            |            |  |  |            |            |  |  |       |       |
|  | Пуэрто-Рико              | 1          | Мексика    | 5     |            |            |  |  |            |            |  |  |       |       |
|  | 8 мая                    |            | Мексика    | 5     |            |            |  |  |            |            |  |  |       |       |
|  |                          | Сальвадор  | 1          |       |            |            |  |  |            |            |  |  |       |       |
|  | Сальвадор                | Сальвадор  | 1          | 2     |            |            |  |  |            |            |  |  |       |       |
|  | Сальвадор                |            | 14 мая     | 2     |            |            |  |  |            |            |  |  |       |       |
|  | Ямайка                   | 1          |            |       |            |            |  |  |            |            |  |  |       |       |
|  | Ямайка                   | 1          | Мексика    | 1     |            |            |  |  |            |            |  |  |       |       |
|  | 8 мая                    |            | Мексика    | 1     |            |            |  |  |            |            |  |  |       |       |
|  |                          | Гаити      | 0          |       |            |            |  |  |            |            |  |  |       |       |
|  | Гаити                    | Гаити      | 0          | 2     |            |            |  |  |            |            |  |  |       |       |
|  | Гаити                    | 12 мая     |            | 2     |            |            |  |  |            |            |  |  |       |       |
|  | Доминиканская Республика | 0          |            |       |            |            |  |  |            |            |  |  |       |       |
|  | Доминиканская Республика | 0          | Гаити      | 1 (4) |            |            |  |  |            |            |  |  |       |       |
|  | 8 мая                    |            | Гаити      | 1 (4) |            |            |  |  |            |            |  |  |       |       |
|  |                          | Гондурас   | 1 (3)      |       |            |            |  |  |            |            |  |  |       |       |
|  | Тринидад и Тобаго        | Гондурас   | 1 (3)      | 1     |            |            |  |  |            |            |  |  |       |       |
|  | Тринидад и Тобаго        |            | 16 мая     | 1     |            |            |  |  |            |            |  |  |       |       |
|  | Гондурас                 | 4          |            |       |            |            |  |  |            |            |  |  |       |       |
|  | Гондурас                 | 4          | Мексика    | 2     |            |            |  |  |            |            |  |  |       |       |
|  | 9 мая                    |            | Мексика    | 2     |            |            |  |  |            |            |  |  |       |       |
|  |                          | США        | 1          |       |            |            |  |  |            |            |  |  |       |       |
|  | США                      | США        | 1          | 8     |            |            |  |  |            |            |  |  |       |       |
|  | США                      | 12 мая     |            | 8     |            |            |  |  |            |            |  |  |       |       |
|  | Гваделупа                | 0          |            |       |            |            |  |  |            |            |  |  |       |       |
|  | Гваделупа                | 0          | США        | 3     |            |            |  |  |            |            |  |  |       |       |
|  | 9 мая                    |            | США        | 3     |            |            |  |  |            |            |  |  |       |       |
|  |                          | Панама     | 0          |       |            |            |  |  |            |            |  |  |       |       |
|  | Панама                   | Панама     | 0          | 2     |            |            |  |  |            |            |  |  |       |       |
|  | Панама                   |            | 14 мая     | 2     |            |            |  |  |            |            |  |  |       |       |
|  | Гватемала                | 0          |            |       |            |            |  |  |            |            |  |  |       |       |
|  | Гватемала                | 0          | США        | 4     |            |            |  |  |            |            |  |  |       |       |
|  | 9 мая                    |            | США        | 4     |            |            |  |  |            |            |  |  |       |       |
|  |                          | Канада     | 0          |       |            |            |  |  |            |            |  |  |       |       |
|  | Коста-Рика               | Канада     | 0          | 2     |            |            |  |  |            |            |  |  |       |       |
|  | Коста-Рика               | 12 мая     |            | 2     |            |            |  |  |            |            |  |  |       |       |
|  | Никарагуа                | 1          |            |       |            |            |  |  |            |            |  |  |       |       |
|  | Никарагуа                | 1          | Коста-Рика | 1 (3) |            |            |  |  |            |            |  |  |       |       |
|  | 9 мая                    |            | Коста-Рика | 1 (3) |            |            |  |  |            |            |  |  |       |       |
|  |                          | Канада     | 1 (4)      |       |            |            |  |  |            |            |  |  |       |       |
|  | Канада                   | Канада     | 1 (4)      | 4     |            |            |  |  |            |            |  |  |       |       |
|  | Канада                   |            |            | 4     |            |            |  |  |            |            |  |  |       |       |
|  | Кюрасао                  | 0          |            |       |            |            |  |  |            |            |  |  |       |       |
|  | Кюрасао                  | 0          |            |       |            |            |  |  |            |            |  |  |       |       |

### 1/8 финала
| Сальвадор                 | 2:1     | Ямайка   |
| ------------------------- | ------- | -------- |
| - Васкес 45′ - Флорес 70′ | (отчёт) | Райт 82′ |

| Тринидад и Тобаго | 1:4     | Гондурас                              |
| ----------------- | ------- | ------------------------------------- |
| Шеппард 57′       | (отчёт) | - Миранда 46′, 76′, 88′ - Агилера 61′ |

| Гаити                              | 2:0     | Доминиканская Республика |
| ---------------------------------- | ------- | ------------------------ |
| - Хименес 28′ (авт.) - Кристоф 34′ | (отчёт) |                          |

| Мексика                | 2:1     | Пуэрто-Рико    |
| ---------------------- | ------- | -------------- |
| - Гомес 42′ - Луна 68′ | (отчёт) | Х. Л. Лопес 7′ |

| Панама                  | 2:0     | Гватемала |
| ----------------------- | ------- | --------- |
| - Пинто 72′ - Лоуис 75′ | (отчёт) |           |

| Канада                                                             | 4:0     | Кюрасао |
| ------------------------------------------------------------------ | ------- | ------- |
| - Нава 22′ (авт.) - Хабибулла 75′ (пен.) - Колайн 79′ - Нелсон 85′ | (отчёт) |         |

| Коста-Рика                           | 2:1     | Никарагуа      |
| ------------------------------------ | ------- | -------------- |
| - Боланьос 30′ - Иглесиас 80′ (авт.) | (отчёт) | Вальесильо 44′ |

| США                                                                                         | 8:0     | Гваделупа |
| ------------------------------------------------------------------------------------------- | ------- | --------- |
| - Окампо-Чавес 3′, 68′ - Яу 11′ - Рейна 20′, 29′, 42′ (пен.) - Бузио 26′ - Дезак 70′ (авт.) | (отчёт) |           |

### 1/4 финала
| Коста-Рика                                     | 1:1 (доп. вр.) | Канада                                                        |
| ---------------------------------------------- | -------------- | ------------------------------------------------------------- |
| Кастро 49′ (пен.)                              | (отчёт)        | Нелсон 45'+3′ (пен.)                                          |
| Пенальти                                       |                |                                                               |
| - Эрнандес - Давис - Кастро - Эванс - Гонсалес | 3–4            | - Хабибулла - Катаволо - Расселл-Роу - Альтобелли - Факкинери |

| США                                       | 3:0     | Панама |
| ----------------------------------------- | ------- | ------ |
| - Бузио 54′ - Рейна 60′ (пен.) - Пепи 75′ | (отчёт) |        |

| Гаити                                                 | 1:1 (доп. вр.) | Гондурас                                               |
| ----------------------------------------------------- | -------------- | ------------------------------------------------------ |
| Сент 65′                                              | (отчёт)        | Медрано 75′                                            |
| Пенальти                                              |                |                                                        |
| - Этьен - Кристоф - Пьер - Джеффрар - Мартин - Джинти | 4–3            | - Вега - Гомес - Паласиос - Чавес - Миранда - Орельяна |

| Мексика                                                               | 5:1     | Сальвадор    |
| --------------------------------------------------------------------- | ------- | ------------ |
| - Луна 9′, 48′ - Гонсалес 22′ - Родригес 41′ (авт.) - Эль Месмари 79′ | (отчёт) | Маурисио 58′ |

### 1/2 финала
| США                                    | 4:0     | Канада |
| -------------------------------------- | ------- | ------ |
| - Кайо 47′ - Рейна 64′ - Пепи 78′, 82′ | (отчёт) |        |

| Мексика      | 1:0     | Гаити |
| ------------ | ------- | ----- |
| Альварес 49′ | (отчёт) |       |

### Финал
| Мексика                         | 2:1 (доп. вр.) | США     |
| ------------------------------- | -------------- | ------- |
| - Муньос Роблес 17′ - Луна 108′ | (отчёт)        | - Яу 9′ |

## Награды

### Чемпион
| Чемпион КОНКАКАФ среди команд до 17 лет 2023 |
| Мексика Восьмой титул                        |

Золотой мяч
- Исраэль Луна

Золотая бутса
- Жанкарло Кастро (8 голов)

Золотая перчатка
- Эдуардо Гарсия

Fair Play
- США

Символическая сборная
| Вратарь          | Защитники                                                        | Полузащитники                                    | Нападающие                                        |
| ---------------- | ---------------------------------------------------------------- | ------------------------------------------------ | ------------------------------------------------- |
| - Эдуардо Гарсия | - Жан Жефрар - Кобе Эрнандес-Фостер - Хесус Гомес - Стэнли Гиран | - Дэнни Лейва - Эухенио Писсуто - Джанлука Бузио | - Жанкарло Кастро - Исраэль Луна - Джованни Рейна |

## Квалификация на чемпионат мира
Следующие четыре команды из КОНКАКАФ квалифицировались на чемпионат мира до 17 лет 2019 года.
| Команда | Дата квалификации | Предыдущие выступления на ЧМ до 17 лет |
| ------- | ----------------- | -------------------------------------- |
| Канада  | 12 мая 2019       | 6                                      |
| США     | 12 мая 2019       | 16                                     |
| Мексика | 12 мая 2019       | 13                                     |
| Гаити   | 12 мая 2019       | 1                                      |